# Anton Johann Lipowsky

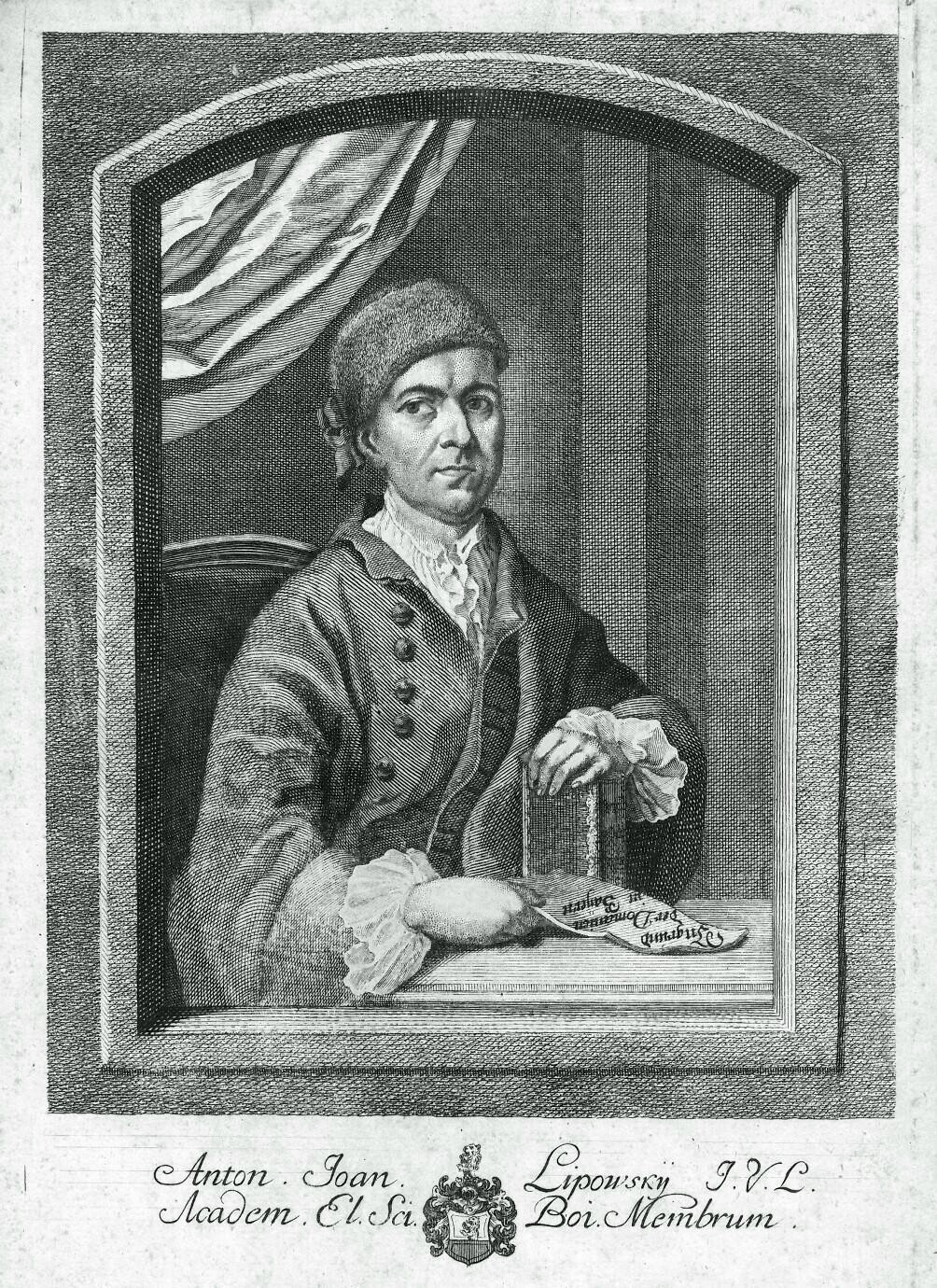
Anton Johann Lipowsky um 1770

Anton Johann Lipowsky (auch Anton Lipowsky; * 28. November 1723 in St. Martin im Innkreis; † 19. Oktober 1780 in München) war ein deutscher Jurist und Historiker.

## Leben
Lipowsky entstammte dem böhmischen Adelsgeschlecht Lipowsky von Lipowitz. Der Großvater Augustin war herrschaftlicher Verwalter in Böhmen, der Vater Wenzel übersiedelte nach Bayern und trat als Wirtschaftsverwalter in gräflich tattenbach’sche Dienste. Anton erhielt seine frühe Bildung in Kuttenberg und studierte ab 1737 zunächst in Passau. Er wechselte an die Universität Salzburg, an der er Philosophie und Rechtswissenschaften hörte, und 1746 schließlich an die Universität Ingolstadt. In Ingolstadt erhielt er das Lizenziat der Rechtswissenschaft.
Lipowsky wurde im Anschluss an sein Studium Sekretär des Oberstallmeisters Graf Tattenbach. 1756 erfolgte die Ernennung zum Sekretär beim Kurfürstlichen Geistlichen Rat in München. 1758 heiratete er Adelheid von Geretshofen, mit der er drei Söhne und sechs Töchter bekam. Er gehörte 1759 zu den Gründungsmitgliedern der Historischen Klasse der Churbairischen Akademie der Wissenschaften. Von 1771 bis 1776 war er deren Klassensekretär. Für sein Schaffen erhielt er von der Akademie eine Medaille. 1780 wurde er kurz vor seinem Tod zum Kurfürstlichen Landesregierungsrat ernannt. Seine Amtseinführung erlebte er nicht mehr.
Durch seinen Bruder, den Komponisten und Kameralbeamten Thaddäus Ferdinand Lipowsky, war Anton Johann Lipowsky ein Onkel von Felix Joseph von Lipowsky.

## Werke (Auswahl)
- Geschicht- und Actenmäßiger Unterricht wegen des auf Ableiben des Grafen Joh. Mich. von Hörwarth dem ... Joseph Grafen von Hörwarth iure substitutionis angefallenen Fideicommißgut Hochenburg 1764.
- Gerechte Klagen wider das Mönchswesen: Ein Auszug aus den neuesten Schriften, die über diesen Gegenstand erschienen sind, Frankfurt und Leipzig 1770.
- Ungrund der Domanien in Baiern: Erwiesen aus der Geschichte, Staatsverfaßung, Herkommen, wie nicht minder aus den Landesgesetzen und Verträgen, 2 Bände, 1770.
- Abhandlung vom Ursprung der Grafschaft Schärding, München 1772.
- Actenmäßiger Verhalt des Graf Wartembergischen Fidei-commiss und Regreß-Streitts, 2 Bände, 1773–1774.
- Unumstößlicher Beweis des dem Grafen Sigm. Maria von und zu Haimhausen zustehenden Erbfolgs-Rechts auf das Gut Heimhausen, 1778.